# Biskupi Port Pirie
Biskupi Port Pirie – biskupi diecezjalni i biskupi pomocniczy diecezji (od 1887) Port Augusta, a od 1951 Port Pirie.

## Biskupi

### Biskupi diecezjalni
| Lata urzędowania | Biskup | Biskup                 | Uwagi |
| ---------------- | ------ | ---------------------- | --- |
| 1887–1895        |        | John O'Reilly          | następnie arcybiskup metropolita Adelajdy                                                                    |
| 1896–1905        |        | James Maher            | |
| 1906–1923        |        | John Henry Norton      | |
| 1924–1933        |        | Andrew Killian         | następnie arcybiskup koadiutor Adelajdy w latach 1933–1934, późniejszy arcybiskup metropolita Adelajdy       |
| 1934–1937        |        | Norman Thomas Gilroy   | następnie arcybiskup koadiutor Sydney w latach 1937–1940, późniejszy arcybiskup metropolita Sydney, kardynał |
| 1938             |        | John Joseph Lonergan   | |
| 1938–1951        |        | Thomas Absolem McCabe  | następnie biskup diecezjalny Wollongong                                                                      |
| 1952–1980        |        | Bryan Gallagher        | |
| 1980–1998        |        | Francis Peter de Campo | |
| 1998–2007        |        | Daniel Hurley          | |
| 2009–2020        |        | Gregory O’Kelly SJ     | administrator apostolski sede vacante Adelajdy w latach 2018–2020                                            |
| od 2020          |        | Karol Kulczycki SDS    | |

### Biskup pomocniczy
| Lata urzędowania | Biskup | Biskup                 | Uwagi                                              |
| ---------------- | ------ | ---------------------- | -------------------------------------------------- |
| 1979–1980        |        | Francis Peter de Campo | koadiutor, następnie biskup diecezjalny Port Pirie |